# Легкунец, Раиса Ефимовна
Раиса Ефимовна Легкунец (род. 10.05.1938, с. Новоникольское Кировского района Восточно-Казахстанской области) — советский и казахстанский ученый, кандидат химических наук (1971). Окончила химический факультет КазГУ (ныне КазНУ им. ал-Фараби) (1966). Работала в Институте химических наук АН Казахстана. В 1971—2002 годы стала научным сотрудник кафедры коллоидной химии и высокомолекулярных соединений КазНУ. Основные научные исследования в области гидродинамических свойств макромолекул, поведения полимеров к смесях перекрестноселективных растворителей. Монография «Ассоциация полимеров с малыми молекулами» (1983), вошедшая в цикл «Водорастворимые полимеры и их комплексы», удостоена Государственной премии РК в области науки и техники.

## Сочинения
- Влияние природы растворителя и полимера на невозмущенные размеры макромолекул, А., 1972;
- Ассоциация полимеров с малыми молекулами, А., 1983.